# Huang Xiaojing

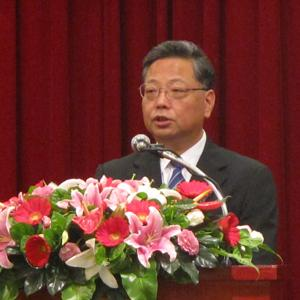
Huang Xiaojing

Huang Xiaojing (chinesisch 黄小晶; * 1946 in Fuzhou, Provinz Fujian) ist ein Politiker in der Volksrepublik China.
Huang trat 1973 der Kommunistischen Partei Chinas bei.
Nach Tätigkeiten in Partei und Verwaltung in der Provinz Fujian war er von 1995 bis 2004 Vize-Gouverneur dieser Provinz. Ab 2004 war er, zuerst für ein Jahr geschäftsführend, bis 2011 Gouverneur der Provinz Fujian. Seit 2003 ist er stellvertretender Parteisekretär des Provinzkomitees der Kommunistischen Partei Chinas.
Weiter war bzw. ist er Mitglied des 16. und 17. Parteikongresses und Mitglied des Zentralkomitees der KPCh seit 2007. Auf nationaler Ebene war er auch Mitglied des Nationalen Volkskongresses in den Jahren 1993 bis 1998 und 2003 bis 2008.